# Уряд Республіки Корея
Уряд Республіки Корея (офіційно Державна рада Республіки Корея (кор. 국무회의, гунмухвеі) — є головним виконавчим органом Південної Кореї, який бере участь в обговоренні «важливих політичних питань, які входять до повноважень виконавчої влади», як зазначено в Конституції. Найвпливовішою частиною виконавчої гілки влади Південної Кореї є міністерства.

## Діяльність
Конституція Південної Кореї визначає, яку «важливу політику, що належить до повноважень виконавчої влади», має проводити Державна рада:
1. Основні плани державних справ і загальна політика виконавчої влади;
2. Оголошення війни, укладення миру та інші важливі питання, що стосуються зовнішньої політики;
3. Проекти змін до Конституції, пропозиції щодо національних референдумів, запропоновані угоди, законодавчі законопроекти та запропоновані президентські укази;
4. Бюджети, розрахунки, базові плани розпорядження державним майном, контракти, що становлять фінансовий тягар для держави, та інші важливі фінансові питання;
5. Надзвичайні розпорядження та надзвичайні фінансово-господарські дії чи розпорядження Президента, а також оголошення та припинення воєнного стану;
6. Важливі військові справи;
7. Вимоги про скликання позачергової сесії Національних Зборів;
8. Нагородження відзнаками;
9. амністія, пом'якшення та поновлення в правах;
10. Розмежування юрисдикції між міністерствами виконавчої влади;
11. Основні плани щодо делегування або розподілу повноважень у виконавчій владі;
12. Оцінка та аналіз управління державними справами;
13. Формування та координація важливих політик кожного міністерства виконавчої влади;
14. позов про розпуск політичної партії;
15. Розгляд петицій, що стосуються політики виконавчої влади, поданих або переданих виконавчій владі;
16. Призначення Генерального прокурора, голови Об’єднаного комітету начальників штабів, начальника штабу кожного війська збройних сил, ректорів національних університетів, послів та інших державних службовців та керівників важливих державних підприємств, як це визначено Законом; і
17. Інші питання, представлені президентом, прем'єр-міністром або членом Державної ради.

Державна рада Республіки Корея виконує дещо інші ролі, ніж у багатьох інших країнах із подібними формами. Оскільки корейська політична система в основному є президентською системою, але з поєднанням певних аспектів парламентської системи, Державна рада Республіки Корея також є поєднанням обох систем. Зокрема, Корейська державна рада приймає політичні резолюції, а також проводить консультації з президентом.
Враховуючи те, що Республіка Корея є президентською республікою, резолюції Державної ради не можуть зобов’язувати рішення президента, і в цьому відношенні Корейська державна рада схожа на консультативні ради в строго президентських республіках. У той же час, однак, Конституція Республіки Корея детально визначає 17 категорій, включаючи бюджетні та військові питання, що потребує резолюції Державної ради на додаток до схвалення Президента, і в цьому відношенні Корейська державна рада подібна до державних рад у суворих парламентських системах.

## Склад Уряду
Станом на серпень 2020 року виконавча гілка влади керує 23 міністерствами, 18 адміністративними органами, 2 колегіями, 4 управліннями та 7 комітетами. До Державної ради входять 18 міністрів, прем'єр-міністр і президент. Міністри повинні бути призначені в Державну раду до затвердження Національними зборами. Президент є головою Державної ради, а прем'єр-міністр є віце-головою.
Наступні посадові особи, призначені законом або визнані необхідними головою Державної ради, незважаючи на те, що офіційно не є членами ради, можуть бути присутніми на засіданнях ради та виступати перед радою без права голосу з питань, що обговорюються на її засіданнях:
- Глава Офісу Президента
- Директор Управління національної безпеки
- Головний секретар президента з питань політики
- Міністр координації державної політики
- Міністр управління персоналом
- Міністр державного законодавства
- Міністр безпеки харчових продуктів і ліків
- Голова Комісії справедливої торгівлі
- Голова Комісії фінансових послуг
- Мер Сеула — хоча він і є головою місцевого автономного регіону Кореї і не пов’язаний безпосередньо з центральною виконавчою гілкою влади, має право бути присутнім на засіданнях Державної ради з огляду на особливий статус Сеула як столичного міста та його посаду як єдину на рівні Кабінету міністрів.

## Засідання
Президент є головою ради, але прем’єр-міністр часто проводить засідання без присутності президента, оскільки засідання може бути законним, якщо на засіданні присутні більшість членів Державної ради.
Крім того, оскільки багато урядових установ нещодавно було переміщено з Сеула в інші частини країни, зростає потреба проводити засідання Державної ради без необхідності збиратися в одному місці одночасно, і тому до закону були внесені зміни, щоб дозволити засідання Державної ради у форматі візуальної телеконференції.